# Anđelija Arbutina
Anđelija Arbutina (nacida el 29 de marzo de 1967 en Belgrado, Yugoslavia) es una exjugadora de baloncesto serbia. Consiguió 4 medallas en competiciones oficiales con Yugoslavia.